# Szymon I (hrabia Bentheimu)
Simon I von Bentheim (ur. ok. 1310; zm. w 1344) - hrabia Bentheim w latach 1333–1344.
Urodził się w rodzinnym zamku w Bentheim jako pierwszy syn hrabiego Jana i jego żony Matyldy zur Lippe. Władzę objął po śmierci ojca w 1333 r. Zawarł sojusz z rządzonym przez krewnych Tecklenburgiem. Prowadził walki z biskupstem Munster.
Poślubił Katarzynę, córkę hrabiego Steinfurt Ludolfa VI, lecz nie doczekał się potomstwa. Zmarł w 1344 r., pozostawiając hrabstwo młodszemu bratu - Ottonowi.